# Astoria (Amsterdam)

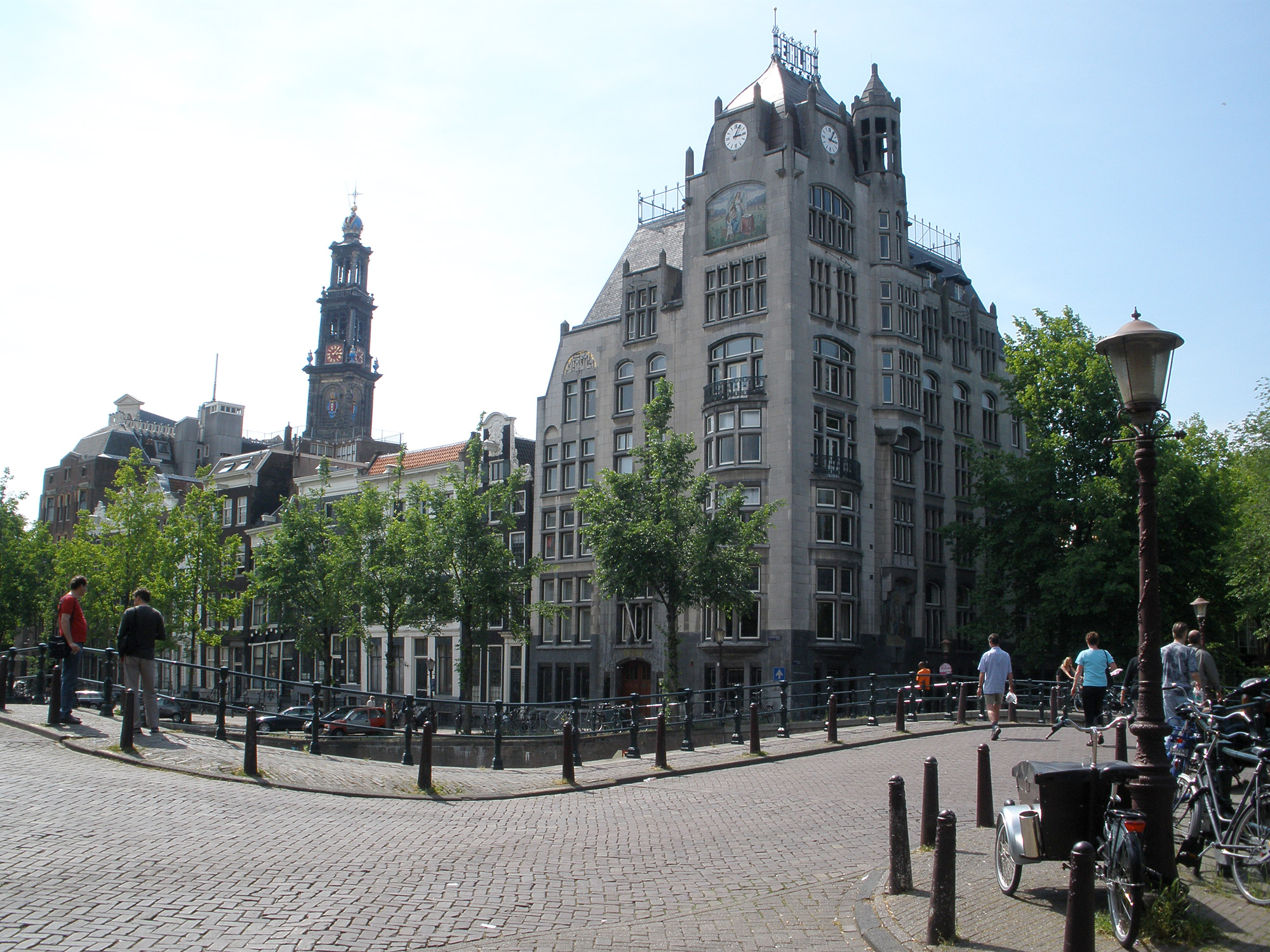
Photographie de l'Astoria en 2008.

Pour les articles homonymes, voir Astoria.
L'Astoria est un bâtiment d'architecture art nouveau, situé à Amsterdam. Il est construit en 1905. Il est classé comme monument national depuis 2001, et il sert de siège social à Greenpeace, depuis la fondation de la section internationale de l'ONG en 1989.